# Tour des Clercs
Visible de nombreux points de la ville de Porto, dont elle est le symbole architectural, la tour des Clercs, sur la place de la Liberté, est le clocher de l’église du même nom.
En 1750, sur la demande de la confrérie religieuse des « Clérigos pobres », l’architecte italien Niccoló Nasoni planifie la construction de deux clochers monumentaux derrière l’église des Clercs, à peine achevée. Il n’en construira finalement qu’un, entre 1754 et 1763, de style baroque italien (comme le reste de l’église), prenant les campaniles toscans pour inspiration. La tour, d’une hauteur de 76 mètres, était le plus haut édifice du Portugal au moment de sa construction, et c’est toujours le plus haut clocher du pays. Dominant Porto, elle offre de son sommet un panorama sur la ville, la cathédrale, le Douro et les chais. Elle a longtemps servi de phare pour les navires rentrant au port. En 1910, l’Institut portugais du patrimoine architectural (IPPAR) le classe monument national.
Exemple du son de cette tour : 